# أيلنط
أيلنط أو شجرة السماء أو ايلنطس (الاسم العلمي: Ailanthus) هي جنس نباتي يتبع فصيلة السيماروبية من رتبة الصابونيات. الاسم مُعرب من الصينية ailantho بمعنى الشجرة الباسقة.

## أنواع الأيلنط
- أيلنط باسق (الاسم العلمي: Ailanthus altissima)
- أيلنط متعالي (الاسم العلمي: Ailanthus excelsa)
- أيلنط فوردي (الاسم العلمي: Ailanthus fordii)
- أيلنط متكامل الأوراق (الاسم العلمي: Ailanthus integrifolia)
- أيلنط ثلاثي (الاسم العلمي: Ailanthus triphysa)
- أيلنط فيتنامي (الاسم العلمي: Ailanthus vietnamensis)
- أيلنط اسكويرولي (الاسم العلمي: Ailanthus esquirolii)
- أيلنط فوفلياني (الاسم العلمي: Ailanthus fauveliana)
- أيلنط أمرد الأزهار (الاسم العلمي: Ailanthus imberbiflora)
- أيلنط كورزي (الاسم العلمي: Ailanthus kurzii)
- أيلنط فيليبيني (الاسم العلمي: Ailanthus philippinensis)
- أيلنط أملجياني (الاسم العلمي: Ailanthus phyllanthoides)
- أيلنط منقط (الاسم العلمي: Ailanthus punctata)
- أيلنط مخطوط (الاسم العلمي: Ailanthus scripta)
- أيلنط وايتي (الاسم العلمي: Ailanthus wightii)